# Xã Granite City, Quận Madison, Illinois
Xã Granite City (tiếng Anh: Granite City Township) là một xã thuộc quận Madison, tiểu bang Illinois, Hoa Kỳ. Năm 2010, dân số của xã này là 27.188 người.